# Mosseregionen
Mosseregionen er et distrikt i den vestlige del af Østfold fylke i Norge. Det består af de fire kommuner Moss, Råde, Rygge og Våler. Distriktet blev oprettet efter en vedtagelse i fylkestinget i 2007 og har i alt 53.689 indbyggere (SSB 1. juli 2007) og et areal på 472 kvadratkilometer. Regionscentret er byen Moss.

## Administrative inddelinger
Hele distriktet hører under Vestre Borgesyssel provsti i Borg bispedømme, og under Moss tingrett i Borgarting lagdømme. Området udgør også en af SSBs handelsregioner. Kommunerne samarbejder i et regionsråd.